# 奥萨维尼奥
奥萨维尼奥，是西班牙加利西亚自治区卢戈省的一个市镇。 总面积197平方公里，总人口5010人（2001年），人口密度25人/平方公里。